# Шушания, Ираклий Лаврентьевич
Ираклий Лаврентьевич Шушания (груз. ირაკლი ლავრენტის ძე შუშანია, 20 мая 1927, Тбилиси — 14 февраля 1982, Москва) — грузинский советский певец (бас). Народный артист Грузинской ССР (1967).

## Биография
В 1951 окончил Тбилисский медицинский институт, в 1955 — Тбилисскую консерваторию, ученик А. И. Инашвили, с того же года солист Грузинского театра оперы и балета. Член КПСС с 1959.
Исполнял партии Борис Годунов, Гремин; Старый цыган («Алеко»), Мельник; Дон Базилио («Севильский цирюльник»), Мефистофель, Лепорелло; Абио («Абесалом и Этери»), Александр Чавчавадзе («Невеста Севера» Торадзе), Звамбай («Похищение луны» Тактакишвили). Выступал с концертами, в репертуаре — вокальные циклы С. Насидзе, О. Тактакишвили и других композиторов, грузинские и русские народные песни. Гастролировал за рубежом.
С 1978 преподавал в Тбилисском театральном институте им. Ш. Руставели, с 1980 — в Тбилисской консерватории.
Похоронен в Тбилиси